# Рогачево (община Йегуновце)
 Тази статия е за селото в Северна Македония.  За селото в България вижте Рогачево.  
Рогачево (на македонска литературна норма: Рогачево; на албански: Rogaçeva, Рогачева) е село в Северна Македония, в община Йегуновце.

## География
Селото е разположено в областта Долни Полог в югоизточните поли на Шар планина под връх Люботрън.

## История
Манастирът „Свети Илия“ е в руини, но се смята, че е средновековен, макар да не се знае точно кога е издигнат.
В османски данъчни регистри на немюсюлманското население от вилаета Калканделен от 1626-1627 година е отбелязано село Рогачева с 86 джизие ханета (домакинства).
В края на XIX век Рогачево е българско село в Тетовска каза на Османската империя. Андрей Стоянов, учителствал в Тетово от 1886 до 1894 година, пише за селото:
| „ | С. Рогачево. — Заедно съ много гости отъ околнитѣ села рогачевци празднуватъ тържественно и колятъ курбанъ на Спасовъ день при селската църква и на св. Илия при развалинитѣ на нѣкогашния си манастиръ св. Илия, които развалини се намиратъ десетина минути вънъ отъ селото. | “ |

Според статистиката на Васил Кънчов („Македония. Етнография и статистика“) в 1900 година Рогачево има 210 жители българи християни.
Според патриаршеския митрополит Фирмилиан в 1902 година в селото има 50 сръбски патриаршистки къщи. По данни на секретаря на Българската екзархия Димитър Мишев („La Macédoine et sa Population Chrétienne“) в 1905 година всичките 440 християнски жители на Рогачево са българи патриаршисти сърбомани и в селото функционира сръбско училище.
Според Афанасий Селишчев в 1929 година Рогачево е център на община от четири села и има 54 къщи с 396 жители българи.
Според преброяването от 2002 година Рогачево има 347 жители.
| Националност | Всичко |
| македонци    | 338    |
| албанци      | 0      |
| турци        | 0      |
| роми         | 0      |
| власи        | 0      |
| сърби        | 8      |
| бошняци      | 0      |
| други        | 1      |

## Галерия
- Старата църква „Свети Спас“.
- Нова къща в Рогачево.
- Стара къща в Рогачево.
- Калугерска река в Рогачево.